# Elecciones presidenciales de Guatemala de 1910
Las Elecciones presidenciales de Guatemala de 1910 se celebraron en Guatemala el 11 de abril de 1910. El resultado fue una victoria de Manuel Estrada Cabrera, quien recibió todos los votos, reeligiéndose para otro periodo. Asumió la presidencia el 15 de marzo de 1911. Se considera que fue un fraude electoral.

## Resultados
|  | 100 % |

|  | 100 % |

|  | 0 % |

|  | 0 % |

- Datos: Q3586579